# Jean-Loup Horwitz
Pour les articles homonymes, voir Horowitz et Horwitz.
Jean-Loup Horwitz est un acteur, réalisateur, metteur en scène et auteur français, né le 30 janvier 1954.

## Biographie
Très actif dans l'animation, il double notamment le Toon Marvin le Martien depuis de nombreuses années, Wallace dans toutes les productions Wallace et Gromit depuis Le Mystère du lapin-garou, Heimlich dans 1 001 Pattes, Fouine dans Monstres et Cie , Joyeux dans le 3e doublage de Blanche-Neige et les Sept Nains, ou encore, les Trois Petits Cochons dans la série de films Shrek.
Peu présent dans les jeux vidéo, il est tout de même possible d'entendre Jean-Loup Horwitz doubler Vimme Vivaldi dans The Witcher 3: Wild Hunt et son extension Hearts of Stone, ainsi que Luka Golubkin dans Prey.
Il également l'une des voix françaises régulière d'Oliver Platt et Michael Badalucco.
Depuis 2021, il a succédé à Gérard Hernandez pour être la voix du Grand Schtroumpf.

## Théâtre

### Comédien
- 1979 : Ardéle de Jean Anouilh, mise en scène de Pierre Mondy et Roland Piétri, Théâtre Hébertot (Paris)
- 1981 : Connaissez-vous cet escabeau ? de lui-même, mise en scène de Gérard Hernandez, Théâtre de Dix-Heures (Paris)
- 1996 : Adam, Ève et le Troisième Sexe
- 2002 : Ivanov (Tchekhov), mise en scène par Jacques Rosner
- 2003 : Miss Daisy et son chauffeur, mise en scène par Stéphan Meldegg
- 2006-2007 : Arsenic et Vieilles Dentelles de Joseph Kesselring, mise en scène par Thierry Harcourt, tournée
- 2009 : Bonté divine de Frédéric Lenoir et Louis-Michel Colla, mise en scène par Christophe Lidon
- 2012 : Le Paratonnerre de lui-même
- 2013 : Le Songe d'une nuit d'été, mise en scène par Nicolas Briançon
- 2015 - 2017 : Adolf Cohen, mise en scène par Jacques et Nicole Rosner

### Auteur
- 1978 : Copain copain à Miami de lui-même, Théâtre de Mamma du Marais
- 1979 : Les nausées de l'écran de lui-même, MJC de Trouville
- 1980 : Psy cause toujours de lui-même, Théâtre 3 sur 4
- 1980 : Monsieur Felkenstein et moi de lui-même, Théâtre de 10 heures
- 1981 : Connaissez-vous cet escabeau ? de lui-même, mise en scène de Gérard Hernandez, Théâtre de Dix-Heures (Paris)
- 1986 : Mémoire à suivre de lui-même, Tintamarre Théâtre
- 2009 : L'Alpenage de Knobst de lui-même, Théâtre 14 Jean-Marie Serreau
- 2012 : Le Paratonnerre de lui-même, Théâtre Montreux-Riviera
- 2015-2017 : Adolf Cohen, mise en scène par Jacques et Nicole Rosner

#### Metteur en scène
- 2012 : Le Paratonnerre, de lui-même

## Filmographie

### Cinéma
- 1979 : Le Mouton noir de Jean-Pierre Moscardo : le jeune homme en voiture
- 1982 : Tête à claques de Francis Perrin
- 1982 : Qu'est-ce qui fait courir David ? d'Élie Chouraqui
- 1985 : Le téléphone sonne toujours deux fois !! de Jean-Pierre Vergne
- 1985 : Ça n'arrive qu'à moi de Francis Perrin : le premier employé de la Vérité
- 1986 : Le Débutant de Daniel Janneau et Francis Perrin
- 1991 : Niklaus et Sammy d'Alain Bloch : ?
- 1992 : La Sévillane de Jean-Philippe Toussaint
- 1994 : La Partie d'échecs de Yves Hanchar : le journaliste
- 1999 : La Patinoire de Jean-Philippe Toussaint

### Télévision

#### Téléfilms
- 1981 : Cinq-Mars de Jean-Claude Brialy : le barbier
- 1981 : Adèle ou la marguerite de Pierre Desfons : Toto
- 1994 : Assedicquement vôtre de Maurice Frydland
- 1998 : Chez ma tante de Daniel Ravoux
- 2004 : Les Passeurs : le taiseux

#### Séries télévisées
- 1979 : Les Yeux bleus : Maurice
- 1982 : Les Nouvelles Brigades du Tigre de Victor Vicas : ? (saison 5, épisode Le Complot de Victor Vicas)
- 1999 : Mélissol : Strorowitz (épisodes inconnus)
- 2000 : Avocats et Associés de Valérie Guignabodet et Alain Krief : Dr Leblois (épisode : Remise en cause)
- 2000 : Docteur Sylvestre : Yannick (épisode : In extremis)
- 2001 : La Route de la mort : le pompiste
- 2001 : Commissariat Bastille de Jean-Marc Seban et Gilles Béhat : ?
- 2002 : Le Papillon : ?
- 2004 : Robe noire pour un ange : ?
- 2005 : Louis Page : l'associé de Florian (épisode : Des bleus à l'âme)
- 2005, 2008 et 2013 : Joséphine, ange gardien : le commerçant (saison 9, épisodes 1 et 3) ; la voix du responsable légal (saison 12, épisode 1) et le chirurgien (la voix - saison 17, épisode 2)
- 2006 : Central Nuit : Pierrot (épisode : Ménage à trois)
- 2006 : Le Chapeau du p'tit Jésus : l'avocat
- 2011 : Plus belle la vie : Jean-Noël Latour (2 épisodes, saison 8, épisode 38 et 39)

## Radio
- 1980  : Madame la Souris est servie [2]  de Bernard Da Costa Les tréteaux de la nuit. France Inter, Réalisateur Georges Godebert

## Doublage

### Cinéma

#### Films
- Oliver Platt dans :
  - Proposition indécente (1993) : Jeremy
  - Pieces of April (2003) : Jim Burns
  - Frost/Nixon (2008) : Bob Zelnick
  - L'An 1 : Des débuts difficiles (2009) : Grand Prêtre
  - La Beauté du geste (2010) : Alex
  - Chinese Zodiac (2012) : Lawrence Morgan

- Danny Woodburn dans :
  - Les Copains fêtent Noël (2009) : Eli, le lutin
  - La Mission de Chien Noël (2010) : Eli, le lutin
  - Les Chiots Noël, la relève est arrivée (2013) : Eli, le lutin

- Mark Hadlow dans :
  - Le Hobbit : Un voyage inattendu (2012) : Dori
  - Le Hobbit : La Désolation de Smaug (2013) : Dori
  - Le Hobbit : La Bataille des Cinq Armées (2014) : Dori

- Emilio Estevez dans :
  - Outsiders (1983) : Keith « Two-Bit » Mathews
  - St. Elmo's Fire (1985) : Kirby Keger

- Paul Reubens dans :
  - Pee-Wee Big Adventure (1985) : Pee-Wee Herman
  - Pee-wee's Big Holiday (2016) : Pee-Wee Herman

- John C. Reilly dans :
  - Le Dortoir des garçons (1996) : l'officier Kellogg Curry
  - The Settlement (1999) : Pat

- John DiResta dans :
  - Miss Détective (2000) : l'agent Clonsky
  - Miss FBI : Divinement armée (2005) : l'agent Clonsky

- Nathan Lane dans :
  - Rendez-vous avec une star (2004) : Richard Levy
  - Les Producteurs (2005) : Max Bialystock

- Patton Oswalt dans :
  - Starsky et Hutch (2004) : le DJ Disco
  - 22 Jump Street (2014) : le professeur à l'université

- Michael Badalucco dans :
  - La Locataire (2011) : Le déménageur
  - Apprenti Gigolo (2013) : Burly

- 1982 : Horreur dans la ville : Charlie (Stephen Furst)
- 1983 : Rusty James : B.J. Jackson (Chris Penn)
- 1984 : Vendredi 13 : Chapitre final : Rob Dier (Erich Anderson)
- 1984 : Le Palace en délire : Jay O'Neill (Adrian Zmed)
- 1984 : Birdy : Renaldi (Bruno Kirby) (2e doublage)
- 1985 : Une amie qui vous veut du bien : Steve Powers (Scott McGinnis)
- 1987 : Le Secret de mon succès : Davis (Christopher Durang)
- 1990 : Green Card : Oscar (Danny Dennis)
- 1994 : Absolom 2022 : King (Ian McNeice)
- 1994 : Pulp Fiction : Philip Morris Page, un nain au restaurant (Michael Gilden)
- 1995 : Une journée en enfer : Charles Weiss (Kevin Chamberlin)
- 1996 : Space Jam : Marvin le martien
- 1999 : Very Bad Trip 2 (2011) : Kingsley (Paul Giamatti)[Qui ?] (voix)
- 2001 : Scary Movie 2 : le Père Harris (Andy Richter)
- 2002 : La Vengeance de Monte-Cristo : Jacopo (Luis Guzmán)
- 2002 : Pinocchio : le chat (Max Cavallari)
- 2003 : Intolérable Cruauté : Heinz (Jonathan Haddary)
- 2003 : Les Looney Tunes passent à l'action : Marvin le martien (Eric Goldberg) [Qui ?] (voix)
- 2003 : Daredevil : Wesley Owen Welch (Leland Orser)
- 2007 : Charlie, les filles lui disent merci : Stu (Dan Fogler)
- 2007 : Il était une fois : Grincheux (William Huntley)
- 2008 : Redbelt : Richard (David Paymer)
- 2008 : Panique à Hollywood : Cal (Peter Jacobson)
- 2008 : Délire Express : Red (Danny McBride)
- 2008 : Semi-pro : le commissaire (David Koechner)
- 2008 : Le Monde de Narnia : Le Prince Caspian : Nikabrik (Warwick Davis)
- 2008 : Docteur Dolittle 4 : le singe [Qui ?] (voix)
- 2010 : Droit de passage : Rabbin Yoffie (Roger Marks)
- 2011 : Bon à tirer (BAT) : Hog Head (Larry Joe Campbell)
- 2012 : Possédée : Le professeur McMannis (Jay Brazeau)
- 2014 : Match retour : Mikey (Joey Diaz)
- 2014 : Big Bad Wolves : Yoram (Doval'e Glickman)
- 2014 : X-Men: Days of Future Past : l'homme en costume bleu à l'aéroport (Arthur Holden)
- 2015 : Diversion : Farhad (Adrian Martinez)
- 2015 : Pixels : Alien Hervé [Qui ?] (voix)
- 2016 : Ave, César ! : Walt (Robert Trebor)
- 2016 : Joyeuse fête des mères : Jackie Burn (Jon Lovitz)
- 2016 : Dirty Papy : le rabbin (Blaque Fowler)
- 2016 : David Brent: Life on the Road : Andy Chapman (Miles Chapman)
- 2017 : Very Bad Dads 2 : Don Whitaker (John Lithgow)
- 2018 : Otages à Entebbe : Shimon Peres (Eddie Marsan)
- 2021 : L'ultimo Paradiso : Don Luigi (Mimmo Mignemi (it))
- 2021 : Space Jam : Nouvelle Ère : Marvin le martien (Eric Bauza) (voix)
- 2021 : Macbeth : Lennox (Miles Anderson)
- 2024 : Irish Wish : le Père Callahan (Aidan Jordan)
- 2024 : Zéro pression : Jan Perzyna (Artur Barciś)

#### Films d'animation
- 1937[n 1] : Blanche-Neige et les Sept Nains : Joyeux
- 1992 : Les Aventures de Zak et Crysta dans la forêt tropicale de FernGully : Root
- 1994 : Le Retour de Jafar : Abis Mal[n 2]
- 1997 : Hercule : un titan
- 1998 : Les Merveilleuses Aventures de Crysta : Root
- 1998 : 1 001 Pattes : Heimlich[n 3]
- 1999 : Toy Story 2 : Heimlich (bêtisier)[n 3]
- 2000 : Titi et le Tour du monde en 80 chats : Marvin le Martien
- 2001 : Monstres et Cie : La Fouine
- 2001 : Shrek : les trois petits cochons[n 4]
- 2003 : Sinbad : La Légende des sept mers : voix additionnelles
- 2004 : Shrek 2 : les trois petits cochons[n 4]
- 2005 : Barbie Fairytopia : voix additionnelles
- 2005 : Wallace et Gromit : Le Mystère du lapin-garou : Wallace[n 5]
- 2005 : Stuart Little 3 : En route pour l'aventure : Reeko
- 2005 : Tom et Jerry : Destination Mars : le premier ouvrier, le premier martien
- 2005 : Chicken Little : le lapin de baseball
- 2005 : Les Noces funèbres : le crieur public
- 2005 : La Véritable Histoire du Petit Chaperon rouge : Tommy[n 6]
- 2006 : Georges le petit curieux : Clovis
- 2006 : Nos voisins, les hommes : Lou, le porc-épic[n 7]
- 2006 : Souris City : Spike[n 8]
- 2006 : Le Noël des Looney Tunes : Marvin le Martien
- 2007 : Shrek le troisième : les trois petits cochons[n 4]
- 2008 : Sacré Pétrin : Wallace[n 5]
- 2010 : Shrek 4 : Il était une fin : les trois petits cochons[n 4]
- 2011 : Rango : Furgus[n 9]
- 2015 : Les Pierrafeu : Catch préhistorique ! : Barney Laroche
- 2015 : Looney Tunes : Cours, lapin, cours : Marvin le Martien
- 2016 : Ma vie de Courgette : le narrateur
- 2017 : Le Grand Méchant Renard et autres contes... : le père Noël (création de voix)
- 2017 : Pigeons et Dragons : le Roi
- 2018 : Scooby-Doo et le Fantôme gourmand : Skip Taylor
- 2019 : Toy Story 4 : Zig-Zag[n 10]
- 2021 : Chasseurs de trolls : Le Réveil des Titans : Charlemagne
- 2021 : Scooby-Doo et la Légende du Roi Arthur : Merlin
- 2021 : Arlo, le garçon alligator : Riri Kiki Tony[n 11]
- 2022 : Les Secrets de mon père : ? (création de voix)
- 2024 : Kung Fu Panda 4 : Han[n 12]
- 2024 : Wallace et Gromit : La Palme de la vengeance : Wallace[n 13]

### Télévision

#### Téléfilm
- 1990 : Il est revenu : le chauffeur de taxi (Jay Brazeau) (1er doublage)

#### Téléfilm d'animation
- 2007 : Reviens, Garfield ! : Walter

#### Séries télévisées
- Michael Badalucco dans (9 séries) :
  - The Practice : Donnell et Associés (1997-2004) : Jimmy Berlutti (166 épisodes)
  - Ally McBeal (1999) : Jimmy Berluti (saison 2, épisode 23)
  - Boston Public (2001) : Jimmy Berluti (saison 1, épisode 13)
  - Le Monde de Joan (2005) : Père Payne (saison 2, épisode 21)
  - New York, unité spéciale (2008) : Tom Galli (saison 10, épisode 6)
  - Monk (2008) : Owen McCloskey (saison 7, épisode 9)
  - Bones (2008 / 2014) : Scott Starret (saison 4, épisode 3 puis saison 10, épisode 10)
  - Private Practice (2010) : Nick (saison 4, épisode 8)
  - Chaos (2011) : Fred Farmer (3 épisodes)

- Oliver Platt dans :
  - À la Maison-Blanche (2001-2005) : Oliver Babish (8 épisodes)
  - Huff (2004-2006) : Russell Tupper (25 épisodes)
  - Nip/Tuck (2007-2008) : Freddy Prune (4 épisodes)
  - The Big C (2010-2013) : Paul Jamison (40 épisodes)
  - Fargo (2014) : Stavros Milos (saison 1)
  - The Good Wife (2015) : R.D. (saison 6, épisodes 16, 18 et 20)

- Ethan Phillips dans :
  - Star Trek: Voyager (1995-2001) : Neelix (168 épisodes)
  - Better Call Saul (2018) : le juge Benedict Munninger (saison 4, épisodes 4 et 8)

- Peter Jacobson dans :
  - Adam Sullivan (2003) : Geoffrey Lawrence (8 épisodes)
  - New York, police judiciaire (2003-2006) : Randolph J. « Randy » Dworkin (3 épisodes)

- Les Aventures de Sinbad : Firouz (Tim Progosh)
- Les Chroniques du mystère : Sal "Pig Boy" (Curtis Armstrong)
- Cold Case : Affaires classées : Louie Amante (Doug Spinuzza)
- Bienvenue à Lazy Town : Milford Meanswell (David Matthew Feldman)
- L'Île fantastique : Tattoo (Hervé Villechaize) (2e voix)
- Le Journal intime d'un homme marié : Micky Barnes (Mike Binder)
- The Palace : Jeremy Robinson (Hugh Ross)
- Phénomène Raven : M. Petrachelli (Ernie Sabella)
- Papa bricole : Al Borland (Richard Karn)
- Sheena, Reine de la Jungle : Mendelsohn (Kevin Quingley)
- 2011-2015 : Jessie : Bertram Winkle (Kevin Chamberlin)
- Taboo : Robert Thoyt (Nicholas Woodeson) (mini-série)
- The Deuce : Carmine Patriccia (James Ciccone (en))
- Mosaic : ? (?) (mini-série)
- Squadra criminale : Vittorio (Teco Celio)
- Penny Dreadful: City of Angels : l'inspecteur Lewis Michener (Nathan Lane)
- 2020 : Sweet Home : Kim Seok-hyeon (Woo Hyun)
- 2022 : The Patient : M. Buchella (Michael Dempsey) (mini-série)
- 2022 : Wolf Like Me : Trevor (Alan Dukes)
- 2022 : Chicago Fire : Bob Carver (Brad Armacost) (saison 10, épisode 18)
- 2023 : Black Mirror : M. Duncan [Qui ?] (saison 6, épisode 5)
- 2023 : Transatlantique : ? (?) (mini-série)
- 2023 : One Trillion Dollars (de) : ? (?) (mini-série)
- 2025 : Mid-Century Modern : Bunny Schneiderman (Nathan Lane)

#### Séries d'animation
- 1948-1981[3] : Marvin le Martien : Marvin le Martien (série de courts métrages, 2e voix)
- 1965[4] : Roger Ramjet : voix additionnelles
- 1977 : Smash[5] : Rodolphe Pilon
- 1987 : Emi magique : Junior (Alphonse selon les épisodes)
- 1988 : Kissyfur : voix additionnelles
- 1989 : Sales mioches : voix additionnelles
- 1990 : Malicieuse Kiki : Théo
- 1990 : Une Vie Nouvelle : Jacquot
- 1990 : SOS Polluards : Cool et Lafleur
- 1993[6] : Black Jack : le journaliste (OAV 4)
- 1995 : Dino Juniors : Franklin
- 1995 : Aladdin : Abis Mal (premier épisode)
- 1995 : Animaniacs : Marvin le Martien (caméo, épisode 14)
- 1995-1998 : Gadget Boy : Boris
- 1998 : Extrêmes Dinosaures : Bullzeye et Haxx
- 1999 : Godzilla, la série : Dr Mendel Craven
- 1999 : Hercule : Midas (épisode 31)
- 2001 : La Légende de Tarzan : Hugo
- 2001-2003 : Croque Canards : Fred
- 2001-2004 puis 2017 : Samouraï Jack : l'Écossais / Boss (épisode 12)
- 2001-2008 : Bunny et tous ses amis : Marvin le Martien et Sylvestre Jr.
- 2002 : Kim Possible : Bates (épisode 13)
- 2004 : Duck Dodgers : le commandant martien X-2
- 2004-2005 : Quoi d'Neuf Scooby-Doo ? : personnages secondaires
- 2004-2006 : La Ligue des justiciers : Shade (2e voix) et Ultra-Humanite (2e voix)
- 2008-2022 : Quoi de neuf Bunny ? : Marvin le Martien et Sylvestre Jr.
- 2010 : Le Petit Prince : Anatole (Panète des Libris)
- 2011-2014 : Looney Tunes Show : Marvin le martien
- 2015-2020 : Bugs ! Une production Looney Tunes : Marvin le martien
- 2019 : Scooby-Doo et Compagnie : M. Peebles
- 2020 : Mages et Sorciers : Les Contes d'Arcadia : Charlemagne le dévoreur / Charlie le père d’Archie
- 2020-2023 : Looney Tunes Cartoons : Marvin le martien
- 2021 : J'adore Arlo (en) : Riri Kiki Tony
- depuis 2021 : Les Schtroumpfs : Le Grand Schtroumpf[n 14]
- depuis 2022 : Bugs Bunny Constructeurs : Marvin le martien
- 2022 : Runes : Grand Goubelin
- 2023 : Lance Dur : Mouche
- 2023-2024 : Mulligan (en) : LaMarr

### Jeux vidéo
- 1997 : Blade Runner : Luther et Lance, des frères siamois
- 2000 : Space Race : Marvin le Martien
- 2003 : Les Looney Tunes passent à l'action : Marvin le Martien[n 14]
- 2007 : Looney Tunes: Acme Arsenal : Marvin le Martien
- 2008 : Looney Tunes: Cartoon Conductor : Marvin le Martien[n 14]
- 2009 : Dragon Age: Origins : le roi Endrin Aeducan[n 14]
- 2009 : Cars: Race-O-Rama : Tatin
- 2011 Star Wars: The Old Republic : voix additionnelles[n 14]
- 2015 : The Witcher 3: Wild Hunt : Vimme Vivaldi et divers personnages
- 2015 : The Witcher 3 - Hearts of Stone : Vimme Vivaldi[n 14]
- 2016 : Dishonored 2 : les mendiants[n 14]
- 2017 : Prey : Luka Golubkin[n 14]
- 2018 : Lego DC Super-Villains : Mr. Mxyzptlk[n 14]
- 2018 : Detroit: Become Human : Ben Collins[n 14]
- 2021 : Les Schtroumpfs - Mission Malfeuille : le Grand Schtroumpf[n 14]
- 2022 : MultiVersus : Marvin le martien (saison 2)
- 2023 : Hogwarts Legacy : L'Héritage de Poudlard : le professeur Ronen, le directeur Diggory et voix additionnelles
- 2023 : Final Fantasy XVI : Géras et voix additionnelles
- 2023 : Les Schtroumpfs 2 : Le Prisonnier de la Pierre verte : le Grand Schtroumpf

### Direction artistique
- 2001 : 1943, l'ultime révolte